# Le fate
Le fate («Las hadas» en italiano, conocida en español como Las cuatro brujas en España y Las reinas en Hispanoamérica) es una película de comedia italo-francesa de 1966 dirigida por Mario Monicelli, Mauro Bolognini, Antonio Pietrangeli y Luciano Salce. Fue protagonizada por Monica Vitti, Claudia Cardinale, Raquel Welch y Capucine.

## Argumento
Fata Sabina
Sabina, una joven que hace autoestop, sube junto a unos automovilistas de aspecto aparentemente decente, pero termina escapando de dos intentos de violación. Finalmente conoce a Gianni, un extranjero (de San Marino), que en compañía de una bella muchacha sabe mantener la compostura, algo casi imposible para los italianos reprimidos e insatisfechos.
Fata Armenia
La joven gitana Armenia revoluciona la monótona vida de un médico, el Dr. Aldini, al que ha llamado para examinar a su hijo de pocos meses. Armenia vive de la conveniencia y los pequeños hurtos, pero se considera honesta y solo quiere el bien de su hijo; sin embargo, el color de cabello de su «hijo» cambia de manera extraña con demasiada frecuencia...
Fata Elena
Luigi va de visita a la casa de su amigo, donde conoce a la esposa de este, Elena y siente cierta atracción por ella. Después de terminar consumado su primera relación, Elena permanece serena y tranquila bordando en presencia del esposo e invitados, mientras que Luigi, al sentirse incómodo, decide regresar a su casa, solo para encontrar a su propia esposa (también bordando) en compañía de un invitado.
Fata Marta
Marta, dama del mundo y esposa de un rico cirujano, tiene una relación amorosa en una fiesta cuando está muy ebria con el muy sorprendido jornalero Giovanni, a quien su marido contrata como chofer y mayordomo esa misma noche. Giovanni se sorprende aún más cuando su amante rechaza con enojo sus confidencias y no quiere recordar, ni siquiera cuando el juego se repite en las mismas circunstancias. Giovanni así se da cuenta de que Marta es severa, caprichosa y escrupulosa estando sobria, pero frívola y sin complejos cuando está borracha, solo para olvidarse (o fingiendo olvidarse) de todo en cuanto regresa a su estado normal. Moviendo la cabeza (pero no insatisfecho), Giovanni acepta el hecho de que la distinguida Signora siempre no sabe nada o no quiere saber nada después de la «intoxicación».

## Reparto
- Monica Vitti como Sabina (segmento "Fata Sabina").
- Enrico Maria Salerno como Gianni (segmento "Fata Sabina").
- Claudia Cardinale como Armenia (segmento "Fata Armenia").
- Gastone Moschin como Dr. Aldini (segmento "Fata Armenia").
- Raquel Welch como Elena (segmento "Fata Elena").
- Jean Sorel como Luigi (segmento "Fata Elena").
- Alberto Sordi como Giovanni (segmento "Fata Marta").
- Capucine como Marta (segmento "Fata Marta").
- Olga Villi como la condesa Rattazzi (segmento "Fata Marta").
- Anthony Steel como El Cirujano (segmento "Fata Marta").
- Renzo Giovampietro como segundo automovilista (segmento "Fata Sabina").
- Corrado Olmi como Amigo de Aldini (segmento "Fata Armenia").
- Gigi Ballista como El Sacerdote (segmento "Fata Marta").
- Clotilde Sakaroff como La Institutriz (segmento "Fata Elena") (como Clothilde Sakharoff).
- Nino Marchetti como El Invitado (segmento "Fata Marta").
- Franco Morici (segmento "Fata Elena").

## Recepción
El Lexikon des internationalen Films de Alemania llegó a la conclusión de que era «una de las muchas películas ómnibus de la década de 1960, a veces divertidas, rara vez planas, con una puesta en escena consistentemente elegante y tratando de proporcionar entretenimiento de alta calidad».
El Evangelische Filmbeobachter («Observador de cine evangélico») también de Alemania llega a la siguiente conclusión: «Formalmente, la película definitivamente tiene valores de entretenimiento, pero la diversión de la inmoralidad sigue siendo un asunto dudoso, incluso con un picante elevado. Sin embargo, debido a la desactivación de la alegría de jugar, uno puede dejarlo con reservas para los adultos».